# (7905) Juzoitami
(7905) Juzoitami est un astéroïde de la ceinture principale.

## Description
(7905) Juzoitami est un astéroïde de la ceinture principale. Il fut découvert le 24 juillet 1997 à Kuma Kogen par Akimasa Nakamura. Il présente une orbite caractérisée par un demi-grand axe de 3,11 UA, une excentricité de 0,08 et une inclinaison de 12,2° par rapport à l'écliptique.

## Compléments